# Monument voor de Gesneuvelden in Italiaans-Afrika

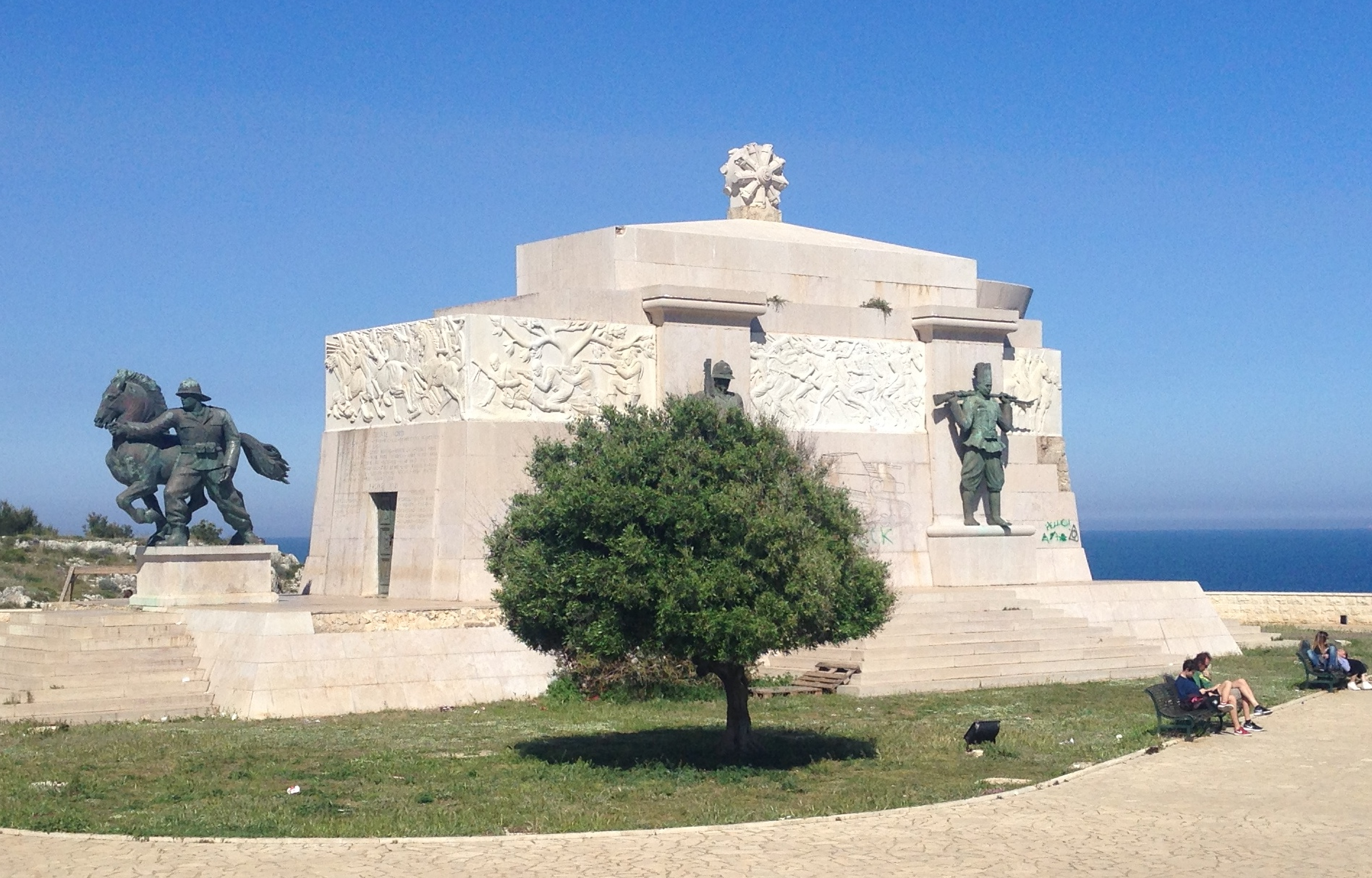
In Syracuse staat het Monument voor de Gesneuvelden in Italiaans-Afrika

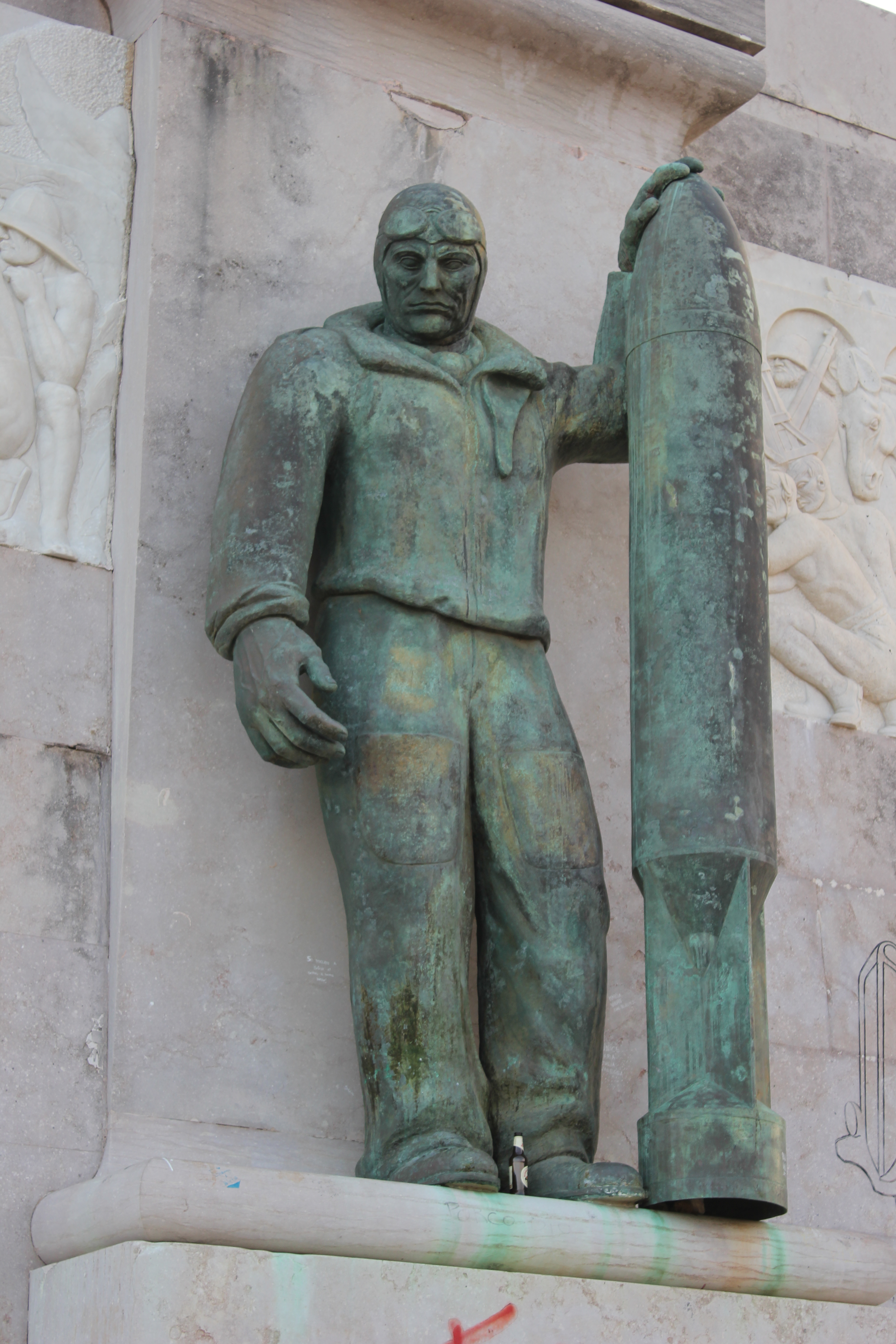
Piloot met bom

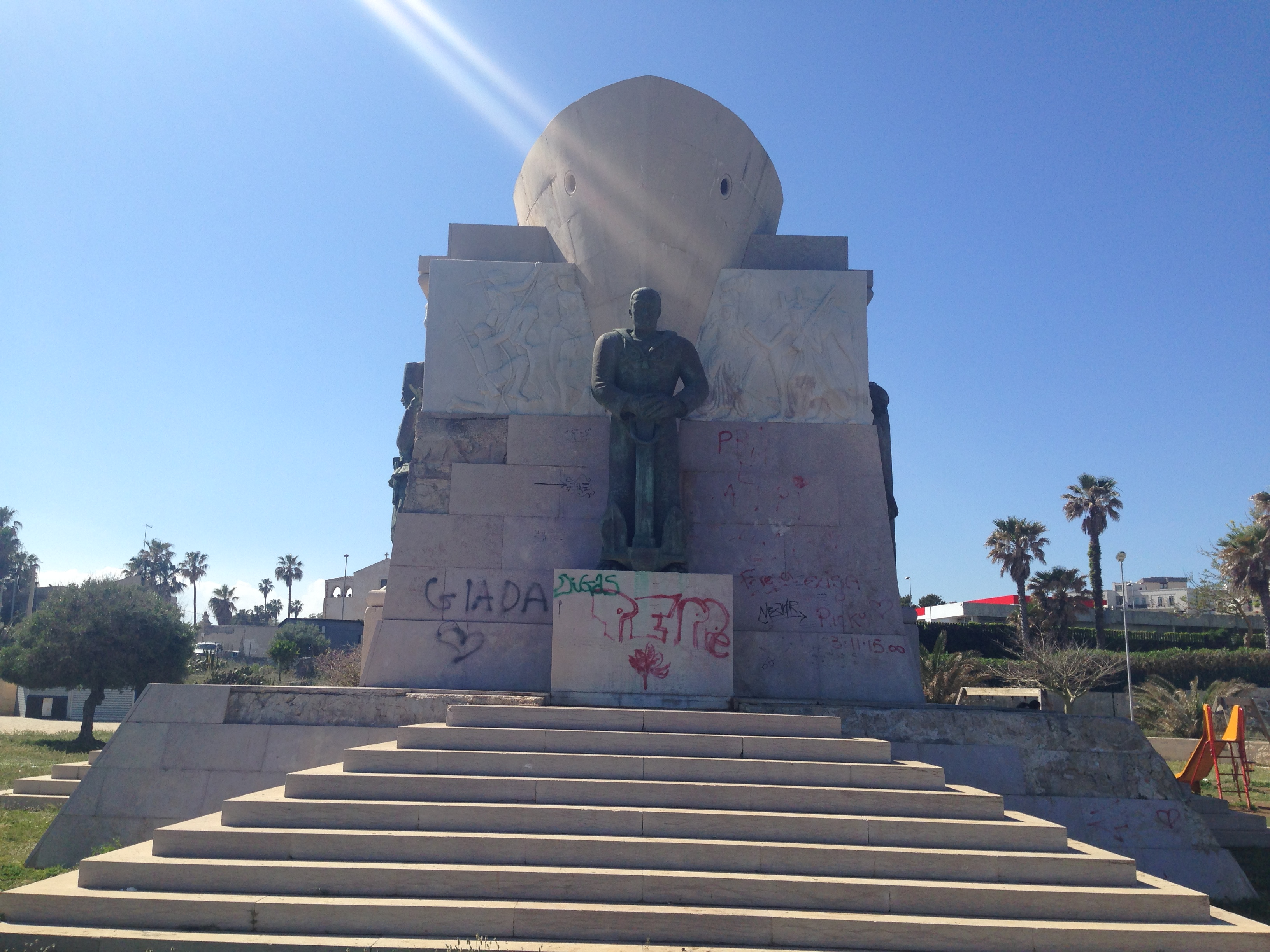
Voorsteven. Zeezijde

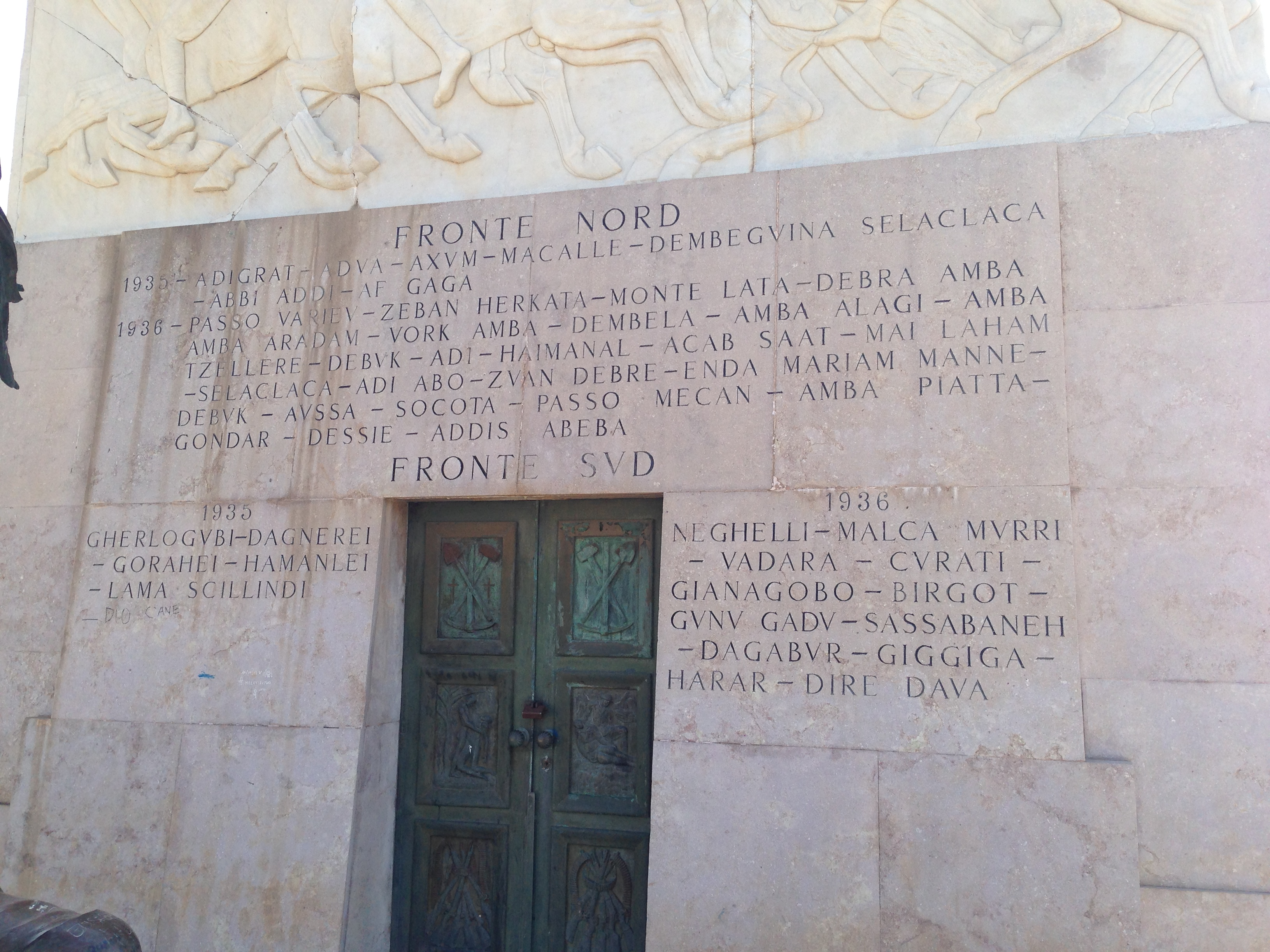
Ingang tot votiefkapel met namen van de slagvelden in Ethiopië. Landzijde

Het Monument voor de Gesneuvelden in Italiaans-Afrika staat in Syracuse, een stad op Sicilië in Italië. Het brengt eer in de eerste plaats aan de militairen die sneuvelden in de Tweede Italiaans-Ethiopische Oorlog in 1935-1936. Door deze oorlog voegde het fascistisch regime van het koninkrijk Italië het keizerrijk Ethiopië toe aan haar kolonies die ze al had in Italiaans-Afrika.
De keuze voor Syracuse heeft te maken met de haven van Syracuse vanwaar de Italiaanse troepen richting Ethiopië inscheepten. Syracuse was een steunpunt voor deze en andere koloniale oorlogen.

## Beschrijving
De architect-bouwmeester was Romano Romanelli (1882-1968). Romanelli was een marineofficier afkomstig uit Florence. Hij heeft meerdere beeldhouwwerken bezorgd aan het fascistisch regime.
Het monument staat aan de kustlijn van Syracuse aan de Piazza dei Cappuccini. Het heeft de vorm van een rechthoekig schip waarbij de voorsteven in de zeerichting staat. De treden van de trap rondom vormen geometrische versieringen. Het monument is gemaakt uit witsteen en de bas-reliëfs zijn van wit marmer van Carrara. De bas-reliëfs beelden scènes uit de Tweede Italiaans-Ethiopische Oorlog uit. De namen van de plaatsen waar gevochten werd, staan aan de landzijde vermeld, naast de toegang naar binnen.
Zes bronzen beelden versieren het monument. Ze stellen voor: een soldaat van het landleger, een matroos, een militaire piloot met een bom, een Ethiopiër die tot de Askari-troepen behoorde, een Italiaans arbeider en een soldaat die een paard in toom houdt.
Binnen is er een votiefkapel die versierd is met roos marmer. De afmetingen zijn 15 m x 5 m. Een beeld in de kapel toont een gesneuvelde Italiaanse soldaat in Italiaans Oost-Afrika. De votiefkapel is niet toegankelijk voor het publiek. 

## Historiek
Na het einde van de Tweede Italiaans-Ethiopische Oorlog (1936) bestelde het fascistisch regime een monument bij Romano Romanelli (1938). Dit monument moest in Addis Abeba komen. Het eerste idee was om de Italiaanse arbeiders te vereren die de nieuwe kolonie opbouwden. Romanelli paste zijn plannen aan toen hij het bevel kreeg om er een militair monument van te maken.
In 1940 waren alle losse stukken klaar en werd alles in kisten verscheept naar Addis Abeba. Het schip met de kisten mocht van de Britten niet door het Suezkanaal varen en keerde onverrichter zake terug. De kisten werden in Rome ondergebracht.
Na de Tweede Wereldoorlog meende Romanelli dat zijn monument in elkaar moest gestoken worden in Syracuse. Deze plek herinnerde aan de inscheping van de koloniale legers die ten oorlog trokken. Het stadsbestuur weigerde. In 1952 besliste de regering in Rome toch dat de kisten naar Syracuse moesten getransporteerd worden. Daar verdwenen ze in een magazijn van de havendouane. In Syracuse ontstond een debat in de media en de politiek over dit fascistisch monument. Hierin kwam ook aan bod dat het koloniale leger gifgas had gebruikt tegen de bevolking van Addis Abbeba. De stukken in het monument werden door vandalen onder handen genomen.
Ondanks de tegenstand werd het Monument voor de Gesneuvelden in Italiaans-Afrika jaren nadien in elkaar gestoken. Enkele bronzen beelden waren beschadigd en het beeld van de koloniale arbeider was gestolen. Dit beeld werd in kleine vorm opnieuw gegoten door een leerling van Romano Romanelli. Uiteindelijk vond de inhuldiging plaats in 1968.
Het stadsbestuur deed pogingen om van het fascistisch imago af te geraken. Het verklaarde het monument als eerbetoon aan alle Italiaanse soldaten die sneuvelden in Afrika. In 1999 werd ernaast een gedenkplaat aangebracht voor de oorlogsheld en schrijver Alberto Bechi Luserna (1904-1943). In 2012 kwam er een tweede gedenkplaat, ditmaal voor de gestorvenen aan boord van het gezonken schip Conte Rosso; dit was een pakketboot dat het Italiaans koninklijk leger had aangeslagen om troepen te transporteren naar Libië. Meer dan 1.200 doden vielen voor de kust van Sicilië toen een Britse duikboot de Conte Rosso torpedeerde die op weg was van Napels naar Tripoli (1941).
Het Monument voor de Gesneuvelden in Italiaans-Afrika is regelmatig het voorwerp van vandalen en graffitispuiters. Hangjongeren gebruiken het als klimmuur. Dit alles maakte dat een politiek commentator stelde dat het monument een gebrek aan respect uitademt voor gesneuvelde soldaten.